# Фермана (округ)
Округ Фермана (енгл. County Fermanagh, ир. Contae Fhear Manach) је један од 32 историјска округа на острву Ирској, смештен у његовом северном делу, у покрајини Алстер. Округ је данас део подручја Северне Ирске. Седиште округа је град Енискилен.
Данас појам округа Фермана има више историјско значење, а нема управни значај (као и других 5 округа у оквиру Северне Ирске), пошто је 1972. г. Северна Ирска добила нову подручну поделу на Савете.

## Положај и границе округа
Округ Фермана се налази у северном делу ирског острва и југозападном делу Северне Ирске и граничи се са:
- север: округ Тирон,
- исток: округ Монахан (Република Ирска),
- југ: округ Каван (Република Ирска),
- југозапад: округ Литрим (Република Ирска),
- запад: округ Донегол (Република Ирска).

## Природни услови
Фермана је по пространству један од мањих ирских округа - заузима 25. место међу 32 округа.
Рељеф: Већи део округа Фермана је брежуљкасто подручје, 50-200 метара надморске висине. Местимично се издижу ниска брда, од којих највише достиже висину од 214 м. На крајњем југозападу издиже се планина Којка.
Клима Клима у округу Фермана је умерено континентална са изразитим утицајем Атлантика и Голфске струје. Стога град одликује блага и веома променљива клима.
Воде: Најважнија река у округу Фермана је Ерн]. У округу постоји низ језера, па се округ назива и „језерским округом“. Најважнија језера су Доњи и Горњи Ерн.

## Становништво
По подацима са Пописа 2011. године на подручју округа Фермана живело је око 57 хиљада становника. Ово је за 3 пута мање него на Попису 1841. године, пре Ирске глади и великог исељавања Ираца у Америку. Међутим, последње три деценије број становника округа расте по стопи од приближно 0,5% годишње.
Етнички и ерски састав - Становништво је подељено између већинских Ираца римокатоличке вероисповести (око 55%) и британских досељеника протестантске вероисповести (око 40%). Први преовлађују у ободним и вишим деловима, док су други у већини у нижим, средишњим деловима округа.
Густина насељености - Округ Фермана има густину насељености од близу 34 ст./км², што је 3,5 пута мање од просека Северне Ирске (преко 120 ст./км²). Средишњи део округа је боље насељен него ободни.
Језик: У целом округу се званично се користи енглески.